# Victor Place
Victor (Thomas) Place (* 18. Juli 1818 in Corbeil; † 10. Januar 1875 in Tungujei, Iași bei Yassy, Rumänien) war französischer Konsul und Archäologe.

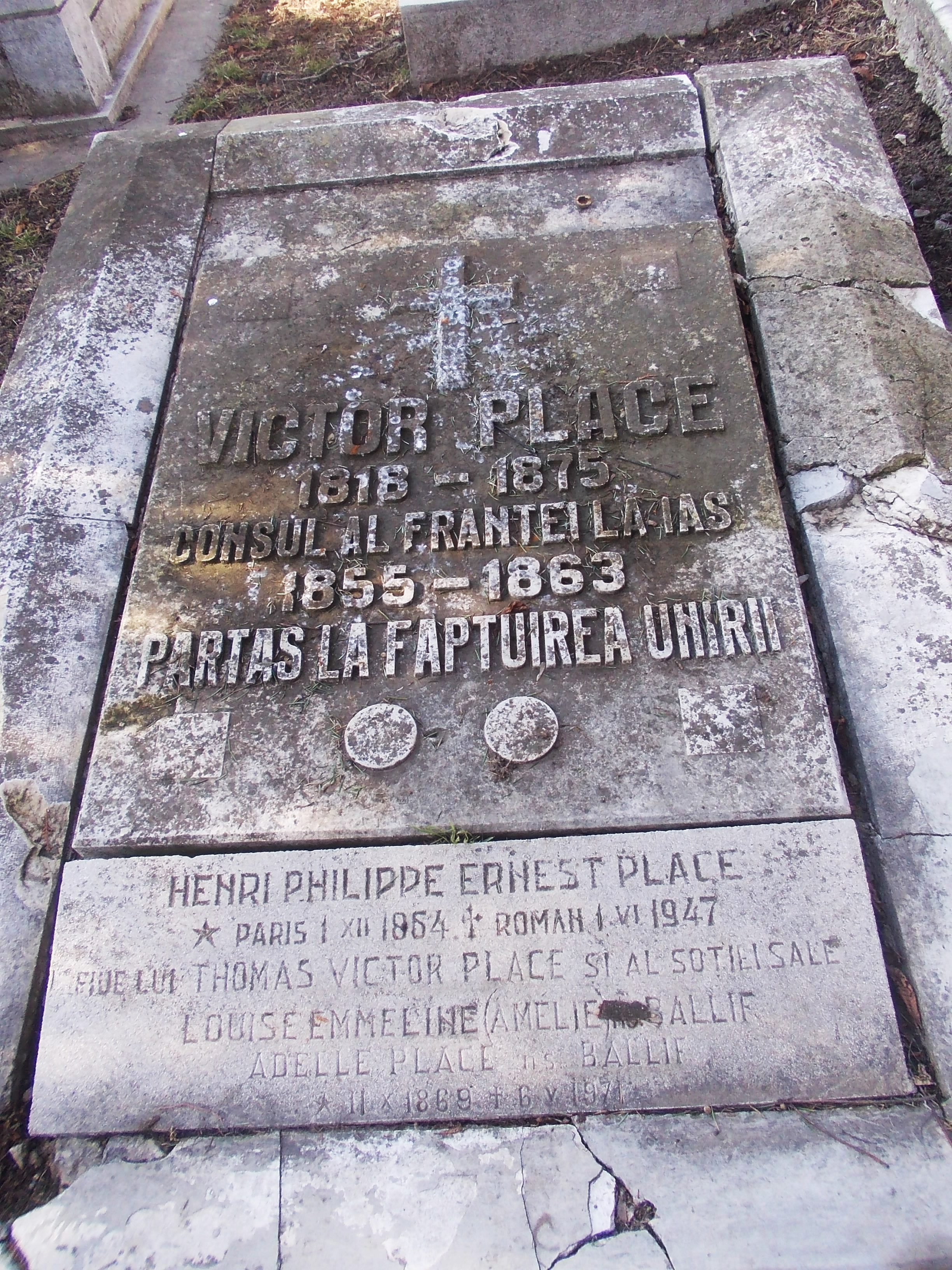
Grab von Victor Place auf dem Friedhof in Iași

## Leben
Victor Place studierte Jura in Paris. Bei seiner Prüfung zum konsularischen Dienst fiel er durch seine mathematischen Kenntnisse auf und besonders dadurch, dass er Pläne zeichnen konnte. Dadurch begann sein Interesse an der Architektur. Danach war Place in verschiedenen Stellen an Konsulaten im Ausland (1843–1851) tätig.

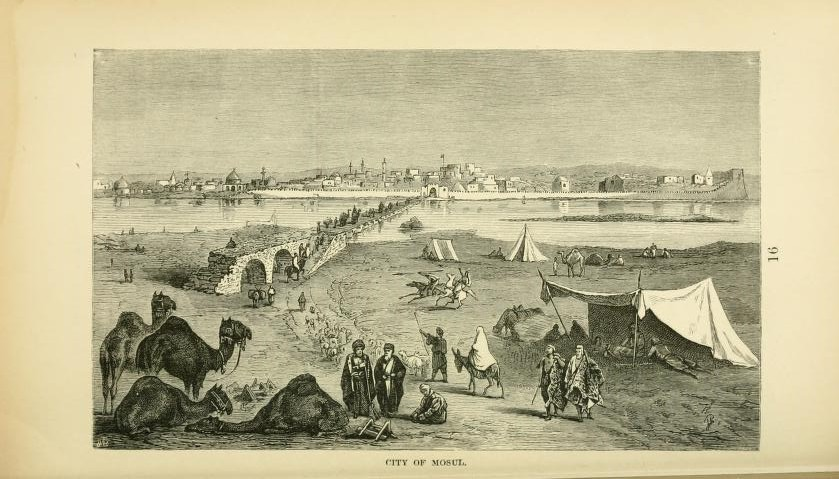
Blick auf die Stadt Mosul in Assyrien Mitte des 19. Jahrhunderts

Nach der Revolution von 1848/49 unterstützte Jules Mohl die Wiedereröffnung des französischen Konsulats in Mosul 1851. Ein neues Ausgrabungsteam sollte die wissenschaftliche archäologische Materialbearbeitung und die architektonische Rekonstruktion einleiten. Auch jetzt ließen die Karriere und Persönlichkeit des neuen Konsuls Victor Place nicht die archäologischen Fähigkeiten ahnen, die er später zeigen sollte.

## Der Auftrag
Die Académie des Inscriptions et Belles-Lettres befürchtete, dass Frankreich von England in Assyrien überflügelt würde. 1851 genehmigte die Nationalversammlung 8.000 Francs für die Fortsetzung der von Paul-Émile Botta 1843–1844 durchgeführten Ausgrabungen in Dur Šarrukin (Assyrien), heute Khorsabad. Für diese Arbeiten wurde Victor Place zum Konsul von Mosul ernannt, der durch die Académie des Inscriptions unterstützt wurde. Diese wurde vom Innenminister, Léon Faucher, mit der archäologischen Aufgabe betraut (Erlass vom 22. August 1851).
Kurz darauf bewilligte die Nationalversammlung auf den Vorschlag des Innenministers 70.000 Francs für eine weitere Expedition unter der Leitung von Fulgence Fresnel, vormals Konsul in Dscheddah (heutiges Saudi-Arabien). Am 9. Oktober 1851 zogen Jules Oppert, Lehrer für Deutsch am Lyzeum in Reims, und Félix Thomas, ein Architekt und Maler, von Marseille nach Babylonien. Sie erreichten Hillah am 7. Juli 1852.
Place wollte sich genau dokumentieren und die Ergebnisse der vorherigen Ausgrabung zur Hand haben. So nahm er die riesigen fünf Bände P. E. Bottas und Flandins Monument de Ninive mit, die entscheidend für die Grabungsstrategie sein sollten.
Place’ Verhältnis zu den Engländern war schwierig. Mit Henry Creswicke Rawlinson erzielte er 1852 aber ein Übereinkommen, das ihm die Nordseite von Kujundschik (Ninive) sicherte. Da Hormuzd Rassam hier bereits Grabungen durchgeführt hatte, trat Rawlinson an Frankreich einige Skulpturen aus dem Palast von Assurbanipal ab sowie die Reliefs aus Nimrud, die doppelt vorhanden waren.

## Place setzt als Erster die Fotografie ein

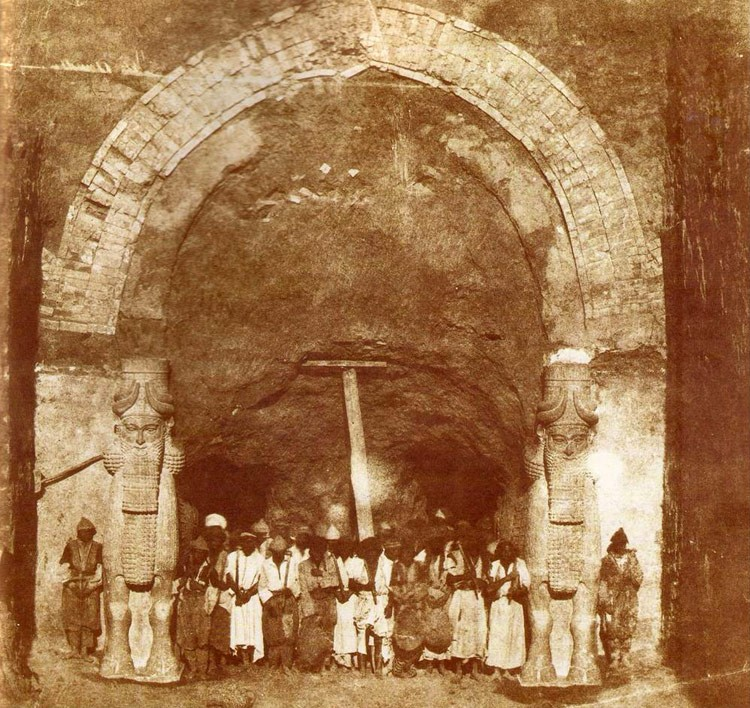
Fotografie von Gabriel Tranchard 1853 bei den Ausgrabungen von Victor Place in Khorsabad.
Das Foto zeigt ein riesiges Tor, das von zwei menschenköpfigen Stieren flankiert wird

In einem Brief an den Innenminister vom 5. September 1851 begründet Place, weshalb er einen Fotografen mitnehmen wolle: Für die daraus entstehenden Kosten könne man sich die Entsendung eines Zeichners ersparen, da die Wiedergabe der Bilder sowohl genau als auch künstlerisch sei. Außerdem sei es möglich, von einem Negativ eine unbestimmte Anzahl Abzüge herzustellen. In dem Maße, wie die Arbeit fortschreite, könne man Fotos des Palastes, der Reliefs und Skulpturen machen und damit den Fortgang der Ausgrabung verfolgen. Auch könne die Physiognomie besser erfasst werden. Dafür benötige er eine Reihe von chemischen Substanzen sowie Papier in erheblichem Umfang für die Dauer seiner Aufgabe. Es sei viel kostengünstiger, diese Ausgaben einmalig zu tätigen, als sie bei Bedarf wieder aus Frankreich kommen zu lassen.
Place nahm seinen Freund, den Ingenieur und Fotografen Gabriel Tranchard, mit nach Khorsabad, der dort leider verstarb. 51 Fotografien Tranchards sind erhalten geblieben und lagern im Nationalarchiv in Paris.
Place benutzt für die Fotografien den Ausdruck „Daguerreotypie“, obwohl Gabriel Tranchard das Negativ-Positiv-Verfahren mit Papierabzügen benutzte. Trotz Unkenntnis in der Ausdrucksweise war für Victor Place, Neuling auf diesem Gebiet, die Fotografie für die Wissenschaft der Archäologie von höchster Bedeutung, wie zahlreiche Passagen in seiner Korrespondenz oder in seinen Berichten beweisen.
„Die Abbildungen der Daguerreotypie sind die exakte Darstellung der verschiedenen Personen (Reliefs der Könige von Maltai), da sie kaum verschmutzt sind auf dem Felsen. Der Anblick hat wenig von einem Relief, aber ich ziehe dies einer Zeichnung vor, damit die Akademie ganz sicher sein kann, dass nichts hinzugefügt oder weggelassen wurde.“
Place verzichtete auf die Beschreibung der Ornamente, Kleidung und Frisuren und schrieb:
„Die beigefügten Fotos ersetzen die Abbildung  besser als eine Beschreibung.“
oder
„Ich bedauere, diesem Bericht keine Fotos dieser Personen (Gelände von Bavian) beifügen zu können, aber während der zwei Tage, die ich dort war mit den Herren Tranchand und de Longueville, hat uns der Regen keinen Augenblick erlaubt, hinauszugehen. Trotz dieses schlechten Wetters sind diese Figuren so interessant, dass wir geblieben sind und auf besseres Wetter gewartet haben. Aber die Wassermenge ließ den Fluss dermaßen ansteigen, der zu Füßen des Berges fließt, dass es uns unmöglich war, ihn zu überqueren und Fotos zu machen.“

## Place und Félix Thomas
Im März 1853 erschien plötzlich Félix Thomas (1815–1875) in Mosul. „Ein Geschenk des Himmels“ soll Place gesagt haben. Thomas war auf seinem Rückweg nach Frankreich, nachdem er auf der Ausgrabung F. Fresnels in Babylon eine persönliche und körperliche Krise erlitten hatte. Nun beschloss dieser Architekt und Maler aus Nantes, in Khorsabad zu bleiben und die Arbeit von Victor Place und Gabriel Tranchard zu unterstützen. Er blieb bis Mai 1853. Thomas hatte Architektur studiert und 1845 den „Prix de Rome“  gewonnen. Damit war sein – wenn auch kurzer – Aufenthalt in Khorsabad eine große Unterstützung für Place.
Die Tafeln von Cooper (Ausgrabung Layard) und Flandin (Ausgrabung Botta) und die Daten von Place, die dieser aus seiner Grabung gewonnen hatte, kombinierte Thomas mit seiner eigenen Erfahrung in historischer Architektur und Denkmälern, sodass er Interpretationen und Wiederherstellungen vorschlagen konnte, die weiter reichten als die von Flandin, da sie die Aufrisse der Mauem vervollständigten. Außer den allgemeinen Plänen der Stadt und des Palastes zeichnete Thomas auf den jedem einzelnen Sektor gewidmeten Seiten unten den erhaltenen Aufriss der Struktur – so wie sie erschien, nachdem man Schutt und Geröll abgetragen hatte – und oben den hypothetischen Aufriss. Er bezeichnete diese Tafeln als „essais de restauration“ – Versuche einer Rekonstruktion.
Ab 1855 widmete Thomas sich fast ausschließlich der Malerei und besuchte das Atelier von Charles Gleyre. Angeregt durch seine Reisen, spezialisierte er sich auf Themen aus dem Orient und besonders aus Assyrien. 1863 stellte er im Pariser Salon u. a. ein Gemälde aus The Visit of the Pacha of Mossoul to the Excavations at Khorsabad, formerly Niniveh. Dieses soll die Abteilung Département des Antiquités Orientales im Louvre erworben haben. In der graphischen Abteilung des Louvre befindet sich sein Werk Vue de l'Arc de Constantin, à Rome.

## Ausgrabungen in Khorsabad

Die schwarz markierten Teile sind die Ausgrabungen von Botta, die anderen zeigen die Entdeckung von Victor Place

Im Sommer 1853 begann der Krimkrieg. Die für die Ausgrabungen bereits von Botta beschäftigten Arbeiter gehörten zum Stamm der Taris, die nestorianische Christen waren. Diese saßen in ihren Bergen fest, weil die Kurden rebellierten. Die Kurden waren für ihre Gehorsamsverweigerung und Plünderung bekannt. Deshalb musste Place Türken, Araber und Jesiden, die untereinander verfeindet waren, als Arbeiter einstellen. Hinzu kam, dass die Muslime glaubten, die Franzosen seien mit den Russen verbündet, und deshalb die Christen massakrierten. Für den Schutz seiner Ausgrabungen gewann Place einige Stämme in der Nachbarschaft, natürlich gegen Bezahlung. Immer in Geldnöten, bat Place in Paris um finanzielle Unterstützung. Auf den Rand seiner Briefe an das Ministerium hatte eine grausame Hand „NEIN“ geschrieben.
Von 1852 bis 1854 legte Place in Khorsabad, dem alten Dur Šarrukin, im Palast Sargons II. 186 Räume frei. Er fand die Ziggurat (die er Observatorium nannte) und im Süden des Palastes ein Ensemble von Heiligtümern, die er „Harem“ nannte. Er grub die Stadtmauer mit ihren monumentalen Toren aus.
Einen etwas isolierten Komplex mit Räumen, den Place in der Südwest-Ecke des Palastes entdeckt, nannte er „Harem“. Die Ausgrabungen des Oriental Institutes zeigten, dass dieser Bereich sechs Heiligtümer mit den dazugehörigen Räumen enthielt, die um drei Höfe gruppiert waren. Die drei größten Heiligtümer waren den Gottheiten Sin, Shamash und Ningal zugeordnet, die drei kleineren Ea, Adad und Ninurta. In der Nähe befand sich ein Ziggurat, das nach Place ca. 43 × 43 m groß war und über eine umlaufende Treppe erreicht werden konnte. Place berichtet auch, dass jede Stufe des Ziggurats ca. 6 m hoch und in verschiedenen Farben bemalt war. Die vier erhaltenen Stufen waren weiß, schwarz, rötlich und bläulich. Wie man heute weiß, wurde die Stadtmauer, die Dur Sharrukin umgab, aus Lehmziegeln auf einer Steinbasis gebaut. Sie war ca. 14 m breit und 12 m hoch und umschloss ein Gebiet von ungefähr 1.800 × 1.700 m – ca. 300 ha. Sieben riesige Stadttore gewährten Eingang in die Stadt. Jedes Tor trug den Namen einer Gottheit.
Die Ausgrabungen ruhten nach Place bis 1929, als das Oriental Institute of the University of Chicago eine Expedition unter Edward Chiera nach Khorsabad sandte.

### Beschreibung des Palastes

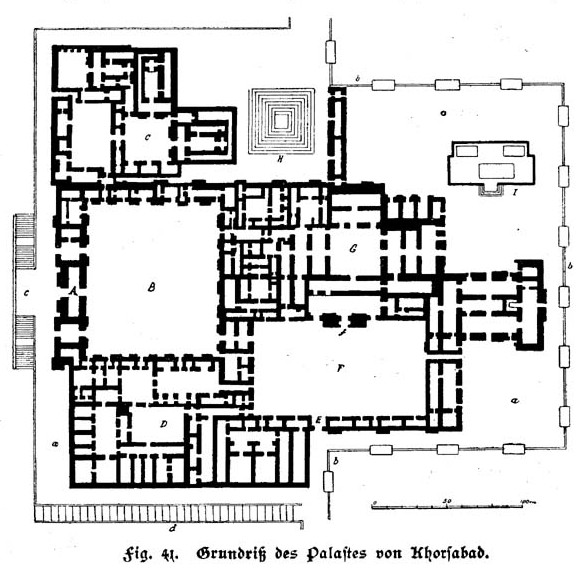
Grundriss des Palastes von Khorsabad

Auf einer künstlichen Terrasse (a) von 14 m Höhe, 314 m Breite, 344 m Länge stand das Gebäude nordwestlich von einer etwa 3 m starken Mauer (B) umgeben. Etwa 210 Säle und Gemächer umgaben die 30 Höfe. Durch das Hauptportal A gelangt man in einen großen Hof B, welchen links der Harem C, rechts die Wirtschaftsgebäude D begrenzen. Die Rückseite bildete der eigentliche Palast G, zu welchem der Haupteingang durch das Portal E über den Hof F führte. Die Zugänge waren mit Riesengestalten geschmückt.
Über H erhob sich einst in sieben Absätzen eine Stufenpyramide; das abseits liegende Gebäude I wird als der Thronsaal angesehen. © ist eine Freitreppe, d) eine Rampe für Reiter und Wagen.

## Verladung und Transport auf dem Tigris
1855 wiederholte Place den Transport wie Botta mit Wagen und Keleks. Jedoch weigerte er sich, die Stiere zu zerschneiden. Somit mussten Brocken von bis zu 30 Tonnen bewegt werden. Zudem wurde der Transport auf dem Tigris von aufständischen Sheiks überfallen. Am 21. Mai versank ein Floß am Zusammenfluss von Euphrat und Tigris. Die aufsässigen Beduinen von Korna waren gleich zur Stelle. Die Plünderung war spektakulär: die Männer der Eskorte wurden bis auf die nackte Haut ausgeraubt. Von den 149 Kisten, die für den Louvre bestimmt waren, konnten 26 gerettet werden sowie ein geflügelter Stier und eine „große Genie“. Der Rest lag im Schlamm des Schatt-el Arab.

## Das einzige Relief aus Sargons Palast, das Paris erreichte
Beschreibung des Louvre:

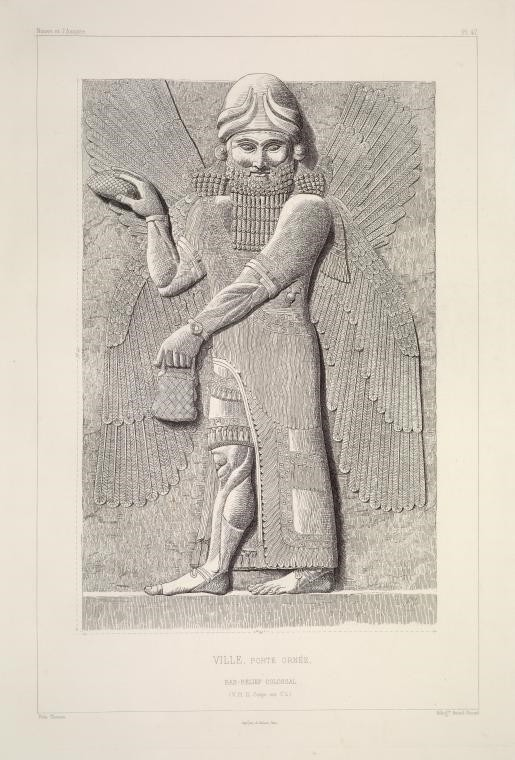
Hochrelief von verziertem Tor. Gottheit (Genie) mit vier Flügeln mit Gesicht von vorn. Das einzige Relief von Place Ausgrabung aus Sargons Palast, das Paris erreichte

Schutzgötter sind übernatürliche Wesen, die über Menschen oder Gebäude wachen und böse Geister vertreiben. Dieser geflügelte Genius hütete gemeinsam mit einem gegenüber stehenden die Stadttore von Khorsabad. Sie segneten alle, die vorbeigingen, mit Wasser aus einem Pinienzapfen.

### Ein schützender und segnender Genius oder Genie (Schutzgeist oder Schutzengel)
Dieser monumentale geflügelte Schutzengel in Frontalansicht war angebracht innen im Durchgang eines der Stadttore. Ein anderer war genau gegenüber angebracht. Beide standen direkt hinter dem Paar geflügelter menschenköpfiger Stiere, die das Tor bewachten. Wie andere Genien, die an bestimmten Eingängen zum Palast angebracht waren, hat dieser eine schützende Rolle. Jedoch hatte er auch eine segnende Funktion: von dem Pinienzapfen, der geschüttelt werden konnte, wurde eine Flüssigkeit aus dem kleinen Eimer auf den Durchgang und auf diejenigen, die ihn passierten, gesprengt.

### Eine monumentale Skulptur von 4,09 m Höhe und 2,36 m Breite
Diese kolossale Figur, gearbeitet als Hochrelief, zeigt frontal bis zur Hüfte einen geflügelten Genius mit Bart und von da abwärts im Profil. Er hält einen Pinienzapfen in einer rechten Hand und ein kleines Metallgefäß in seiner linken Hand.
Das Gesicht, eingerahmt von einem lockigen Bart, wird überragt.von einer Tiara mit zwei Paar Hörnern. Über die kurze Tunika der Figur hängt ein Umhang mit Fransen, der seine rechte Schulter und sein linkes Bein bedeckt. Zwei Flügelpaare erscheinen von hinten und breiten sich symmetrisch an jeder Seite des Körpers aus. Seine Arme und Oberarme sind mit Ringen und Armbändern geschmückt. Er trägt Sandalen, die seine Fersen bedecken.
An der Basis dieser Skulptur ist ein Tic-Tac-Toe-Spiel eingeritzt, wahrscheinlich von einem Wachposten, der damit seine Zeit totschlug, während seines Dienstes am Tor.

### Genien: zwischen dem Menschlichen und dem Göttlichen?
Genien, dargestellt als menschenköpfige Stiere, Männer mit Vogelköpfen oder mit Flügeln, spielen eine bedeutende Rolle in der assyrischen Mythologie. Sie sind Wesen, die mit höheren Kräften ausgestattet sind als die Menschen, dennoch sind sie nicht große Gottheiten, obwohl sie manchmal mit deren Attributen dargestellt sind, z B. die gehörnte Tiara hier. Diese überirdischen Wesen hatten die Macht böse Geister abzuwehren. Der Genius hier hatte eine wichtige beschützende Rolle, er verteidigte die Mauern der Stadt. Trotzdem war er auch ein segnender Genius, der das heilige Wasser hielt und es über die Besucher sprengte mit einem Pinienzapfen.
Genien werden oft dargestellt in der assyrischen Kunst; besonders in zeremoniellen Szenen werden sie gezeigt beim Bestäuben (Befruchten) der heiligen Palme.

## Wieder Konsul
Nach seiner Rückkehr ging Place 1855 an das Konsulat in Moldawien und 1863 nach Adrianopel (Türkei – heute Edirne). Mit seinem Abschied von Paris bereitete er die Veröffentlichung seiner Arbeiten vor.
1867 wurde er Generalkonsul in Kalkutta und 1870 in New York.
Die wissenschaftliche Präzision, die Victor Place seiner archäologischen Arbeit entgegenbrachte, – trotz der verständlichen Interpretationsfehler – findet sich wieder in seinen 3 prächtigen Bänden Ninive et l'Assyrie (1867–1870) mit der fotografischen Dokumentation durch den Ingenieur Gabriel Tranchard und den Zeichnungen des Architekten von Malers Felix Thomas. Thomas veröffentlichte darin auch einen Beitrag über die Rekonstruktion. Es wurden 300 Exemplare von Ministère de la Maison de l’Empereur et des Beaux-Arts hergestellt, von denen lediglich 100 für den Verkauf bestimmt waren.
Das Ende seiner Karriere ist schmerzlich. Place verließ Frankreich, um 1873 nach Rumänien (ins Exil) zu gehen. Zwei Jahre später starb er dort völlig ruiniert.

## Galerie

1. Zeichnung Wagen. 2. der beladene Wagen. 3. Fällen des Monolithen und Beladen des Wagens. 4. Transport auf dem Landweg.
Transport auf dem Landweg – Place 1857 Gravur nach Thomas
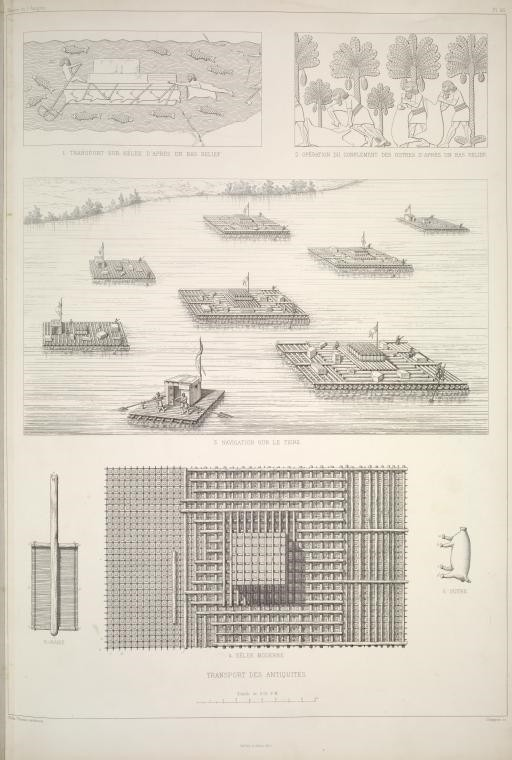
1+2: Transport auf Keleks. Basreliefs aus Layard „Monument of Niniveh“. 4–6: Einzelheiten der Konstruktion der Flösse.
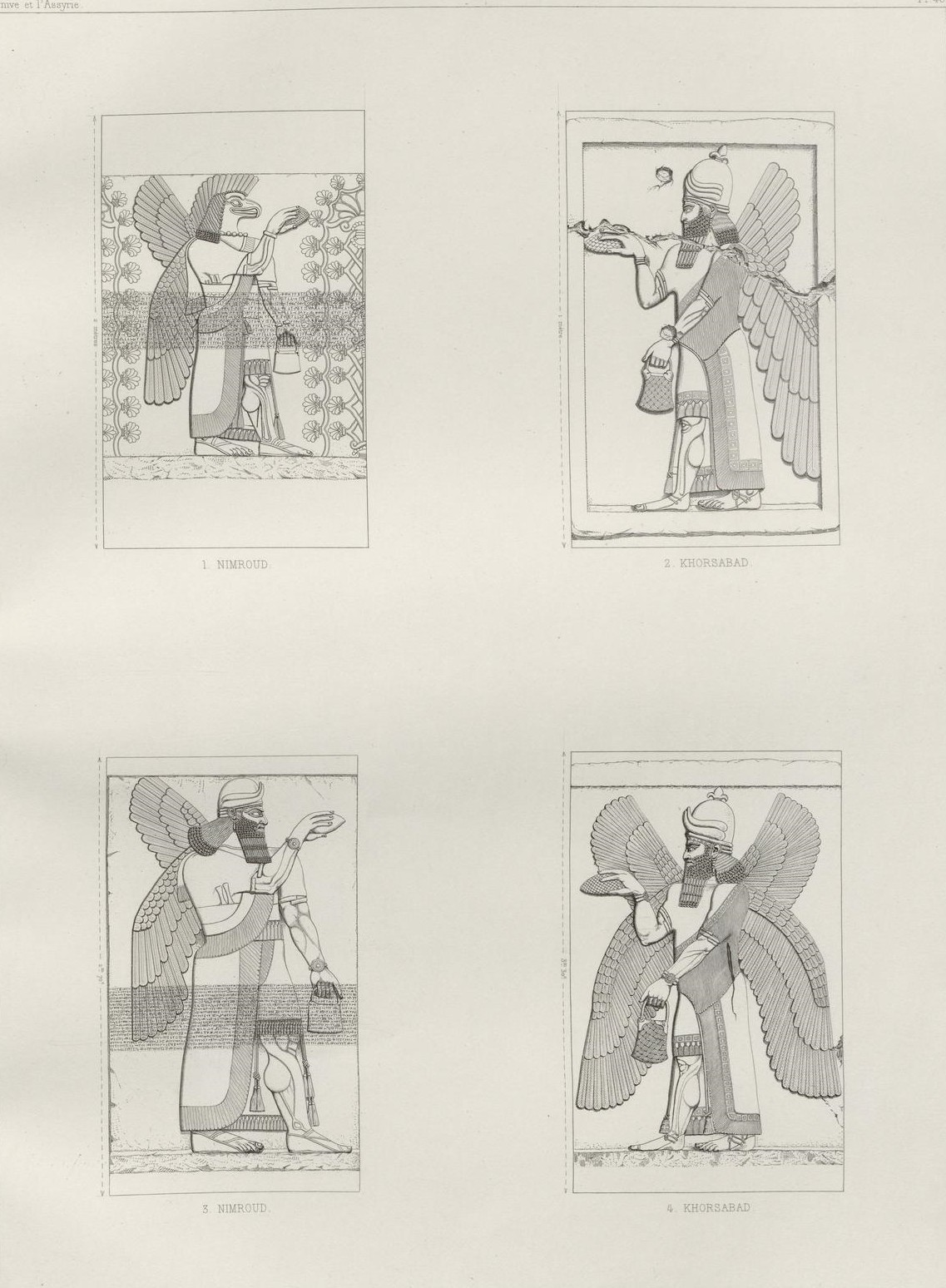
Gegflügelte Gottheiten. Links Nimrud (Layard), rechts Khorsabad (Place).
Motive von Layard und Botta zur Unterstützung der Versuche einer Rekonstruktion
Palast Sargon. Fassade Südost mit Tor M. Rekonstruktion Thomas und Place
Sargons Palast. Rekonstruktion von Südost Thomas und Place

## Schriften
- Victor Place, Félix Thomas: Ninive et l'Assyrie. 3 Bände, Imprimerie Impériale, Paris, 1867–1870.